# Michèle Gazier
Pour les articles homonymes, voir Gazier.
Michèle Gazier, née le 26 septembre 1946 à Béziers, est une écrivaine, traductrice, critique littéraire et éditrice française.

## Biographie
Michèle Pardina, dite Gazier, devient professeure d'espagnol en 1970. Au début des années 1980, elle traduit et contribue à faire découvrir des auteurs espagnols : Manuel Vasquez Montalban, Juan Marsé, Francisco Umbral.
Après une année (1981) de collaboration au journal Libération ou ses articles traitent surtout de littérature espagnole, italienne et portugaise, elle rejoint les pages livres de Télérama où elle devient un temps chroniqueuse, quittant l'Éducation nationale dans la foulée.
En 1992, elle publie son premier livre, un recueil de nouvelles En sortant de l'école aux éditions Julliard. Il sera suivi de romans, nouvelles, écrits sur l'art, bandes dessinées qui lui valent quelques récompenses dont le prix Hermès, le prix du Cabri d'or de l'Académie cévenole, le prix Exbrayat, le prix Bibliothèque pour tous, le prix Printemps du roman, le prix Joseph-Delteil, le prix Europe 1 et le prix des lycées d'Île-de-France (Essonne).
En 2010, elle fonde les Éditions des Busclats, en collaboration avec Marie-Claude Char, femme du poète René Char.
Avec son mari Pierre Lepape, journaliste, critique littéraire et écrivain, elle publie deux essais littéraires et un roman en forme de réécriture contemporaine du roman de Stendhal, Le Rouge et le Noir : Noir et Or (Le Seuil, 2015).
Elle vit à Paris et s'évade dans les Cévennes, à Saint-Jean-de-Maruéjols-et-Avéjan.

## Décoration
- Chevalier de l'ordre des Arts et des Lettres (13 février 2015)

## Œuvres

### Écrivaine
- Romanciers du XXe siècle, essai (avec Pierre Lepape), 1990
- Écrivains du XIXe siècle, essai (avec Pierre Lepape), 1991
- En sortant de l’école, nouvelles, 1992
- Histoire d'une femme sans histoire, 1993)
- Nativités, 1995
- Un Cercle de famille, 1996
- Sorcières ordinaires, 1997
- L’Été du secret, 1999
- Le Merle bleu, 1999
- Les Vitrines Hermès, 1999
- Le Fil de soie, 2001
- Les Garçons d'en face, 2003
- Colette Deblé, 2003
- Parle-moi d'amour (collectif), 2004
- Mont-Perdu, 2005
- En souvenir de vous, 2006
- Un soupçon d’indigo, 2008
- L’Espagne / Écriture visuelle, 2008
- Abécédaire gourmand, 2008
- Noir panthère, 2008
- La Fille, 2010
- Le Goût de la lecture, 2010
- Nathalie Sarraute, l'après-midi, 2010
- L’Homme à la canne grise, 2012
- Le Goût des mères, 2012
- Les Convalescentes, 2014
- Noir et Or (avec Pierre Lepape), 2015
- Le Goût du mariage, 2015
- Silencieuse, 2017 prix du Salon du livre de Chaumont, 2017
- Leila Menchari, la Reine Mage, Actes Sud, 2017
- Le Nom du père (illustrations de Juliette Lemontey), Éditions du Chemin de fer, 2018
- Les passantes, Mercure de France, 2020
- Les silences d'Alexandrie, Mercure de France,  2023

### Bande dessinée
- Virginia Woolf (en collaboration avec Bernard Ciccolini), 2011
- La Passionaria (en collaboration avec Bernard Cicciolini), 2014

### Traductrice
- Or et monnaie chez Martin de Azpilcueta, 1978
- Juan Marsé :
  - L'Obscure histoire de ma cousine Montsé, 1981
- Francisco Umbral :
  - Le Chapelet d'amours, 1981
- Manuel Vasquez Montalban :
  - Marquises, si vos rivages, 1980
  - La Solitude du manager, 1981
  - Meurtre au comité central, 1982
  - Les Oiseaux de Bangkok, 1987
  - Les Mers du sud, 1988
  - Happy End, 1989
  - Tatouage, 1990
  - Le Pianiste, 1990

### Documentaires
- Jean-Marie Gustave Le Clézio de Jacques Malaterre, 1996 (auteure du texte et du commentaire, intervieweuse)
- Doris Lessing de Paule Zajdermann, 1997 (auteure du commentaire)
- George Sand, une femme libre de Gérard Poitou-Weber, 2000 (scénariste)
- Julio Cortazar de Gérard Poitou-Weber, 2005 (intervieweuse)

## Sources
- Michèle Gazier sur Evene